# 柾賢志
柾 賢志（まさき けんじ、1984年9月16日 - ）は、日本の俳優。神奈川県出身。アンカット所属。
2009年12月、映像製作集団「Engawa Films Project」を林知亜季、毎熊克哉、佐藤考哲らとともに立ち上げる。

## 出演

### テレビドラマ

#### NHK
- 大河ドラマ
  - 龍馬伝（2010年） - 薩摩藩士
  - 八重の桜（2013年） - 坂本龍馬
  - おんな城主 直虎（2017年） - 木俣守勝
  - 西郷どん（2018年） - 家臣
- 連続テレビ小説 半分、青い。（2018年4月 - 、NHK） - メイク
- アイドル誕生 輝け昭和歌謡（2023年）

日本テレビ
- ステーションブラックアウト 全電源喪失〜あの時、原子炉に向かった〜（2012年） - 作業員
- 24時間テレビ36「愛は地球を救う」 今日の日はさようなら（2013年）
- ○○妻（2015年） - 夫
- エンジェル・ハート（2015年） - 医師
- ゆとりですがなにか（2016年） - おとり捜査官

#### TBS
- 闇金ウシジマくんSeason2（2014年）
- 月曜ゴールデン
  - 「世田谷駐在刑事 3」（2015年） - 小宮刑事
- 図書館戦争 ブック・オブ・メモリーズ（2015年） - ボーイ
- 最愛 （2021年） - 司会者
- 妻、小学生になる。 第2話（2022年1月28日）
- ユニコーンに乗って 第5話（2022年8月2日） - 谷川守 役

#### フジテレビ
- ラストホープ（2013年）
- 銭の戦争（2015年） - ピザ屋
- 5→9〜私に恋したお坊さん〜（2015年） - 英会話教室の生徒
- フラジャイル（2016年）
- 僕のヤバイ妻（2016年） - 宅配業者
- 君に捧げるエンブレム（2017年） - 監督
- CRISIS 公安機動捜査隊特捜班（2017年） - 清水
- 民衆の敵〜世の中、おかしくないですか!?〜（2017年） - 先生
- 海月姫（2017年） - レンタルショップ店主
- 監察医 朝顔 第2シリーズ 最終話（2021年3月22日）
- アバランチ 最終話（2021年12月20日）
- ミステリと言う勿れ 第5話（2022年2月7日）
- 元彼の遺言状 第2話（2022年4月18日）- スクラップ業者 役
- ナンバMG5 第6話 - 最終話（2022年5月25日 - 6月22日）- 林田実 役
- Re:リベンジ-欲望の果てに- 第3話・第4話（2024年4月25日 - 5月2日〈予定〉、フジテレビ） - 立花翔平 役[2]

#### テレビ朝日
- 遺留捜査（2011年）
- 11人もいる!（2011年）
- 土曜ワイド劇場
  - 「棟居刑事シリーズ 6」（2012年） - 田辺刑事
  - 「特捜セブン〜警視庁捜査一課7係」（2016年） - マネージャー
- BORDER 警視庁捜査一課殺人犯捜査第4係（2014年） - 所轄刑事
- 相棒 Season 13（2015年）
- ハケン占い師アタル（2019年） - 広報カメラマン

#### テレビ東京
- 撮らないで下さい!!グラビアアイドル裏物語（2012年） - ディレクター
- LOVE理論（2015年）
- エイジハラスメント（2015年） - 社員
- 水曜ミステリー9
  - 「マザー・強行犯係の女〜傍聞き〜」（2016年） - 運転手
- ウルトラシリーズ
  - ウルトラマンジード（2017年） - 大隅丈治 役
  - ウルトラマンブレーザー（2023年12月2日） - ナグラマサアキ 役
- 夫よ、死んでくれないか 第10話（2025年6月9日） - カキハラ刑事 役[3]

#### 毎日放送
- 教祖のムスメ（2022年、MBS・テレビ神奈川 他）- 大塚 役

#### WOWOW
- 連続ドラマW
  - パンドラIII 革命前夜（2011年） - 助手
  - 尾根のかなたに〜父と息子の日航機墜落事故〜（2012年） - レポーター
  - 震える牛（2013年）
  - 株価暴落（2014年） - 銀行員
  - 沈まぬ太陽（2016年） - 報道カメラマン
  - 闇の伴走者～編集長の条件～ 第2話・第3話（2018年4月7日・14日） - 社員A[4]

#### NHK BSプレミアム
- ハードナッツ! 〜数学girlの恋する事件簿〜（2013年） - 医師
- 初恋芸人（2016年） - 放送作家

#### BSジャパン
- ワカコ酒 season1（2015年） - 和哉

#### BSスカパー!
- 螻蛄（疫病神シリーズ）（2016年） - 組員
- マグマイザー（2017年）

### その他のテレビ番組
- 衝撃!3世代比較TV ジェネレーション天国（フジテレビ）
- ひみつの嵐ちゃん!（日本テレビ）
- 平成教育委員会（フジテレビ）
- 超入門!落語 THE MOVIE（2016年、NHK総合テレビジョン）
- 奇跡体験!アンビリバボー（2017年、フジテレビ）
- 行列のできる法律相談所（2017年、日本テレビ）
- THE突破ファイル（2018年、日本テレビ）
- 戦後重大事件の新事実2018（2018年、TBS）

### ネットドラマ
- マジすか学園5（2015年、Hulu） - チャラい男
- 拝み屋怪談（2018年 、ひかりTV、dTVチャンネル） - ラーメン屋

### 舞台
- 宇宙ノ正体
- 冬物語
- 人面犬を煮る
- 芥
- スイッチ（演出助手）
- パラダイスフィッシュ
- ダムダム弾団
- 5218 Give me chocolate〜絶望の橋の下で〜
- ミミクリ - 主演
- この灯の果て… - 主演
- ある冬の朝、Kは - 主演
- 私に会いに来て (2018年3月、サンモールスタジオ)[5]
- バカデカ-勿忘草

### CM
- 新型インフルエンザPHP
- ピジョン 泡ソープ
- クリアアサヒ
- オートバックスセブン
- すき家
- 日清食品 どん兵衛「年越し用心篇」
- 大正製薬 大正漢方胃腸薬「食べる前に.com篇」
- 白鶴酒造 白鶴まる
- リプトン
- 全国労働金庫協会
- コカ・コーラ ゼロ
- THEグローバル社
- NTT docomo
- キリンビバレッジ FIRE - 部下
- キリン一番搾り生ビール 「フローズン篇」
- ダイハツ工業
- Samsung Galaxy 高速ダウンロード バス篇、超高速オートフォーカス 犬篇
- プラスワン
- 日立製作所 白くまくん
- たばこ広告
- ハウス食品 シチュー
- JAバンク 住宅ローン
- 全日本空輸 - 整備士
- ユニリーバ・ジャパン
- キリン のどごし生「夏篇」
- ショップジャパン ディズニー・マウササイズ
- ミズノ
- アベールジャパン
- ネスカフェ バリスタ・アンバサダー
- ミスミグループ本社
- 秀光ビルド
- ほけんの窓口グループ 旧友との再会篇
- キリン一番搾り×味の素ギョーザ - 夫
- 日本マクドナルド ヤッキー（生姜焼きバーガー）
- ウォータースタンド株式会社　（WATERSTAND）「妻の贅沢」編
- ふるさと納税 上峰町「お米編」
- ANA 旅割「はじめてのサーフィン」編
- コールマン ブランドムービー 2018「灯そう。」
- TORAY リミテッドユース保護服　リブモア3000
- 花王 アタック
- JT 「想うた 親を想う」篇 - 先輩 役
- マクドナルド 「アツいぜ！ロコモコ」篇
- 眼鏡市場 ストレスフリー遠近 篇
- 株式会社IDOM ガリバー 221616 ご提案サービス篇
- 任天堂 Nintendo Switch 2018-2019冬 CM2
- ピザハット おいしさAI解析CM
- 佐川急便 「和菓子屋の父」篇 - 伊藤
- ネットランド 「キャンプ」篇

### 映画
- 僕らのワンダフルデイズ（2009年、角川映画）
- いぬばか（2009年）
- 海街diary（2015年、東宝） - 引っ越し屋
- ケンとカズ（2015年）
- 22年目の告白 -私が殺人犯です-（2017年、ワーナー・ブラザース映画） - 倉木研二
- ちはやふる -結び-（2018年、東宝） - 審判
- 終末の獣たち（2018年）
- Engawa Films Project
- VOEL
- モルヒネ
- マシュマロール
- はじまりの歌
- コルセット
- くすぶりの狂騒曲（2024年、イオンエンターテイメント / 吉本興業）- 根建太一[6]
- 初級演技レッスン（2025年、インターフィルム）[7]

### 雑誌
- マリ・クレール

### Web
- セカンドストリート

### PV
- Brian the Sun 『the Sun』 (2018年)

### その他
- パントビスコの本当にくだらない個展 (2018年) - パントビスコ映画館 ショートムービー